# David Bentley
David Michael Bentley (sinh ngày 27 tháng 8 năm 1984) là một cựu cầu thủ bóng đá người Anh  khoác áo đội tuyển Anh và hiện nay anh đã giải nghệ, anh có thể chơi ở nhiều vị trí trên hàng tiền vệ nhưng thường được xếp đá tiền vệ cánh. Bentley bắt đầu sự nghiệp cùng Arsenal, và mặc dù được đánh giá là một cầu thủ có triển vọng, xong số cơ hội ra sân của anh cũng rất hạn chế trong đội hình chính thức. Anh có 2 mùa giải được đem cho Norwich City mượn và Blackburn Rovers, sau đó được bán hẳn sang Rovers vào tháng 1 năm 2006. Bentley thể hiện một màn trình diễn thuyết phục trong màu áo đội bóng mới, và ngay lập tức có tên trong đội hình đội tuyển U21 Anh. Anh có trận đấu ra mắt trong màu áo đội tuyển quốc gia gặp đội tuyển bóng đá quốc gia Israel vào tháng 9 năm 2007. Vào tháng 7 năm 2008, Bentley gia nhập Tottenham Hotspur.